# Liste der Biografien/Gov
Liste der Biografien |
Portal Biografien |
Personensuche
# |
A |
B |
C |
D |
E |
F |
G |
H |
I |
J |
K |
L |
M |
N |
O |
P |
Q |
R |
S |
T |
U |
V |
W |
X |
Y |
Z |
?
 
Ga |
Gb |
Gc |
Gd |
Ge |
Gf |
Gh |
Gi |
Gj |
Gk |
Gl |
Gm |
Gn |
Go |
Gp |
Gq |
Gr |
Gs |
Gu |
Gv |
Gw |
Gy |
Gz
 
Goa |
Gob |
Goc |
God |
Goe |
Gof |
Gog |
Goh |
Goi |
Goj |
Gok |
Gol |
Gom |
Gon |
Goo |
Gop |
Gor |
Gos |
Got |
Gou |
Gov |
Gow |
Goy |
Goz
Die Liste der Biografien führt alle Personen auf, die in der deutschsprachigen Wikipedia einen Artikel haben. Dieses ist eine Teilliste mit 60 Einträgen von Personen, deren Namen mit den Buchstaben „Gov“ beginnt.

## Gov

### Gova
- Gova, Sabine (1901–2000), deutsche Kunsthistorikerin
- Govaert, Jacqueline (* 1982), niederländische Rockmusikerin (Gesang, Piano, Songwriting)
- Govaert, Onno (* 1987), niederländischer Jazz- und Improvisationsmusiker (Schlagzeug)
- Govaerts, Jean (* 1938), belgischer Radrennfahrer
- Govaerts, Luc (* 1959), belgischer Radrennfahrer
- Govaerts, Tijmen (* 1994), belgischer Filmschauspieler
- Govaerts, Willy (* 1951), belgischer Radrennfahrer
- Govan, Andrew R. (1794–1841), US-amerikanischer Politiker
- Govan, Guthrie (* 1971), englischer GitarristGuthrie Govan (* 1971)

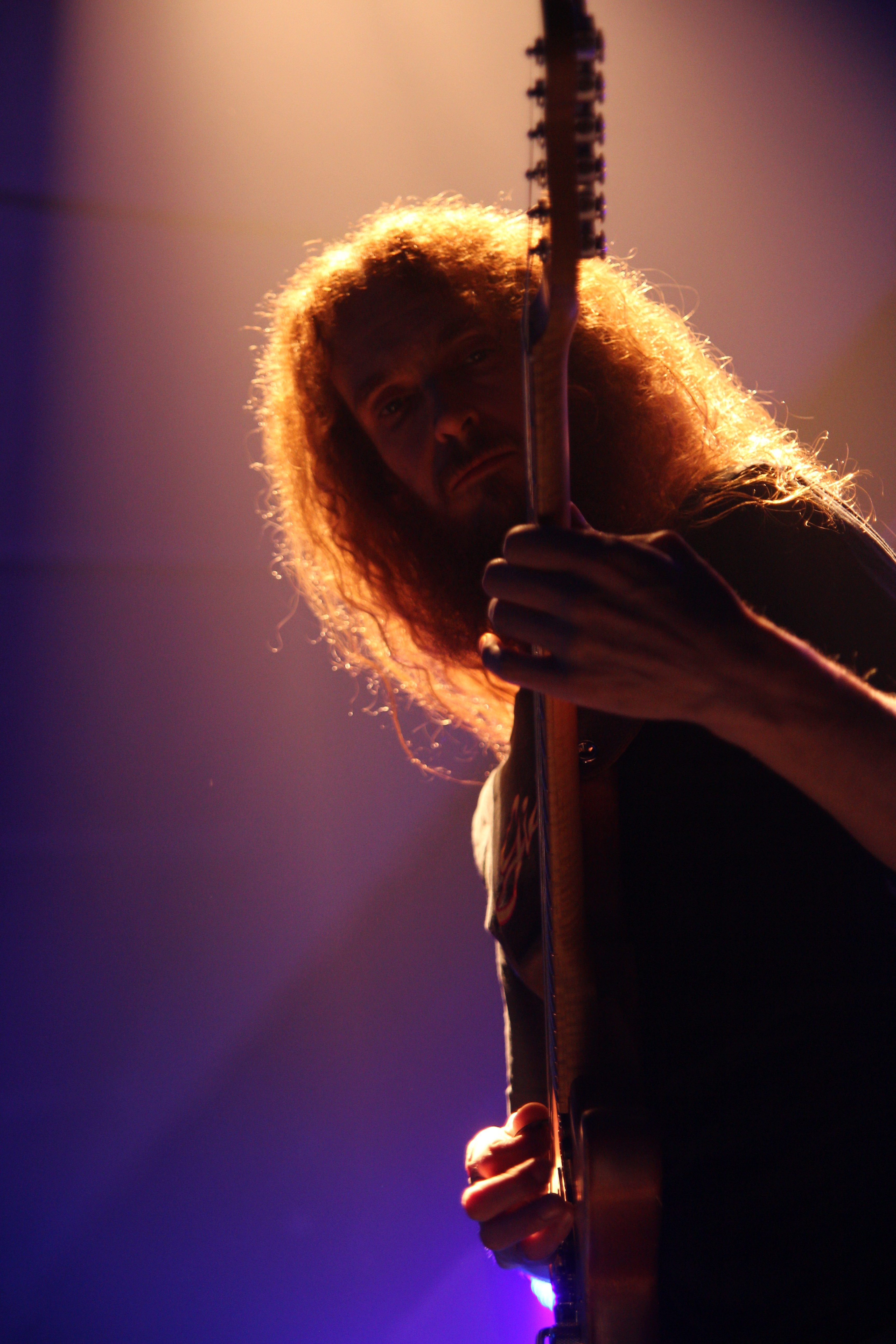
Guthrie Govan (* 1971)

- Govan, Jock (1923–1999), schottischer Fußballspieler
- Govan, John George (1861–1927), schottischer Geschäftsmann und Evangelist
- Govan, Michael (* 1963), amerikanischer Kunsthistoriker
- Govardhan, indischer Maler

### Gove
- Gove, David (1978–2017), US-amerikanischer Eishockeyspieler und -trainer
- Gove, Edward H. (1847–1928), US-amerikanischer Politiker
- Gove, Harry (1922–2009), kanadisch-US-amerikanischer Physiker
- Gove, Michael (* 1967), britischer Politiker (Conservative Party), Mitglied des House of CommonsMichael Gove (* 1967)

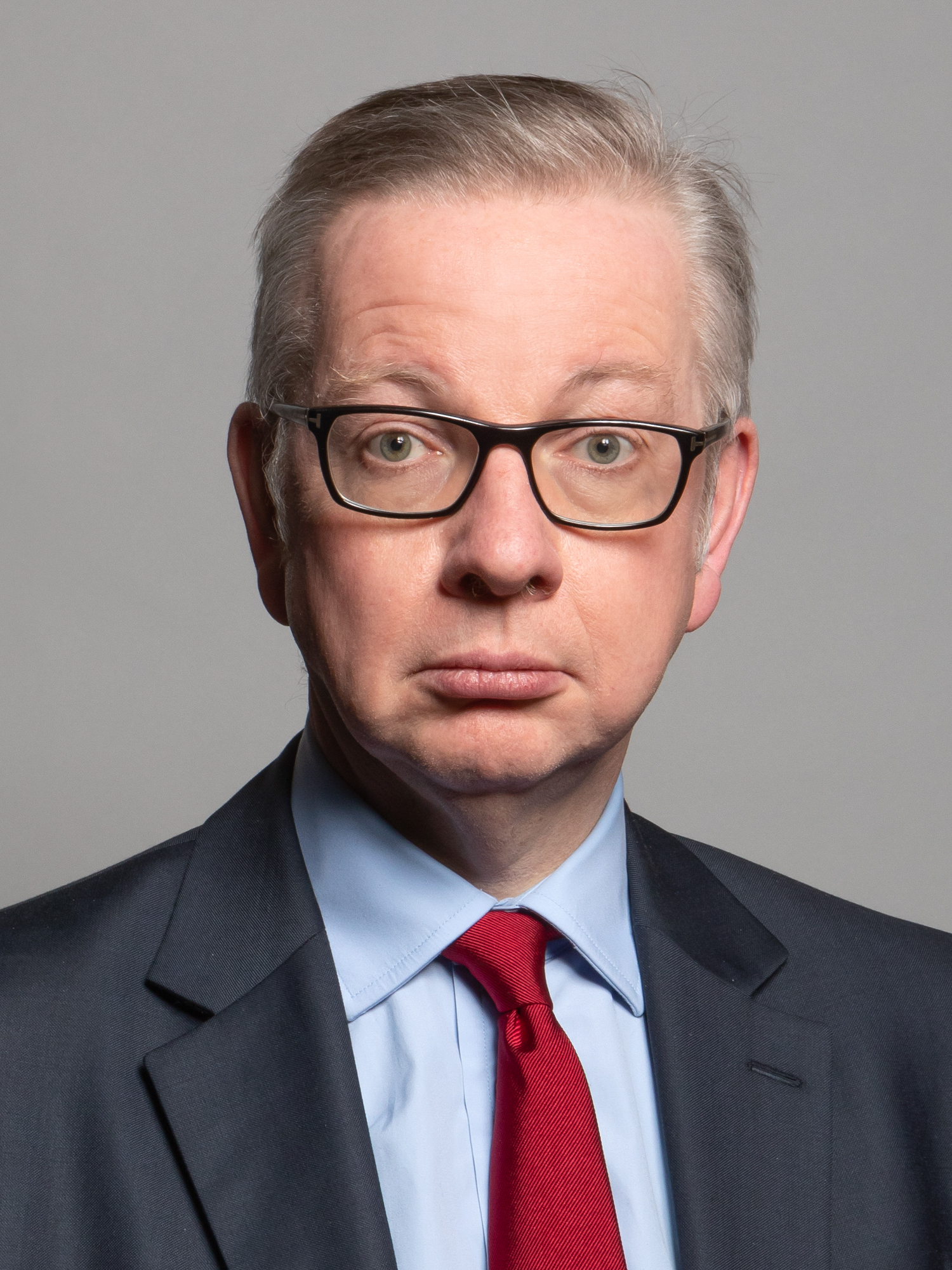
Michael Gove (* 1967)

- Gove, Samuel F. (1822–1900), US-amerikanischer Politiker
- Gove, William (1922–1943), australischer Luftwaffenpilot im Zweiten Weltkrieg
- Govea, Anton (* 1505), portugiesischer Jurist und Autor
- Govea, Omar (* 1996), mexikanischer Fußballspieler
- Govean, Felice (1819–1898), italienischer Dramatiker und Publizist
- Goveas, Peter Sebastian (* 1955), indischer Geistlicher, römisch-katholischer Bischof von Bettiah
- Govedarica, Dejan (* 1969), serbischer Fußballspieler
- Govedarica, Predrag (* 1984), serbischer Fußballspieler
- Govedarica, Vojislav (* 1940), serbisch-US-amerikanischer Schauspieler und ehemaliger Bodyguard
- Govedaris, Chris (* 1970), kanadisch-griechischer Eishockeyspieler
- Goveia, Elsa (1925–1980), guyanische Historikerin
- Govekar, Matevž (* 2000), slowenischer Radrennfahrer
- Govekar, Minka (1874–1950), jugoslawische Schriftstellerin und Frauenrechtsaktivistin
- Goven, Georges (* 1948), französischer Tennisspieler
- Gover, Robert (1929–2015), US-amerikanischer Journalist und Autor
- Goverdhan, Palesha (* 2003), nepalesische Taekwondo-Athletin des Para-Sports
- Governey, Desmond (1920–1984), irischer Politiker
- Governo, Bernardo Filipe (1939–2013), mosambikanischer Ordensgeistlicher, Bischof von Quelimane
- Governo, Edmilsa (* 1998), mosambikanische Athletin
- Govers, Blake (* 1996), australischer Hockeyspieler
- Govers, Kieran (* 1988), australischer Hockeyspieler
- Goverts, Ernst (1851–1932), deutscher Richter und Politiker, MdHB
- Goverts, Henry (1892–1988), deutscher Verleger und Verlagsgründer

### Govi
- Govi, Gilberto (1826–1889), italienischer Physiker und Wissenschaftshistoriker
- Govi, Gilberto (1885–1966), italienischer Schauspieler
- Govi, Sergio Adolfo (1934–2016), italienischer Ordensgeistlicher, römisch-katholischer Bischof von Bossangoa
- Govich, Milena (* 1976), US-amerikanische SchauspielerinMilena Govich (* 1976)

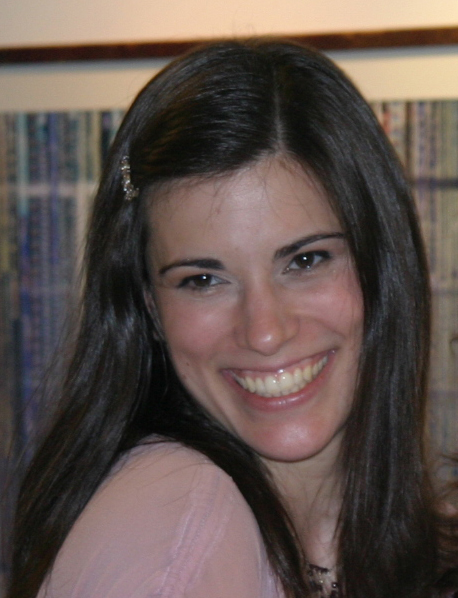
Milena Govich (* 1976)

- Govier, Michael, US-amerikanischer Schauspieler, Drehbuchautor und Filmregisseur
- Govil, Sucheta (* 1963), britische Staatsbürgerin indischer Herkunft und eine Managerin in der chemischen Industrie
- Goville, John (* 1962), ugandischer Sprinter
- Govinda, Anagarika (1898–1985), deutscher Interpret des Buddhismus
- Govinda, Li Gotami (1906–1988), indische Malerin, Fotografin, Autorin und Komponistin
- Govindachandra († 1045), bengalischer Herrscher
- Govindaraj, Gayathri (* 1991), indische Hürdenläuferin
- Govindarajan, Meenakshi (* 2000), indische Schauspielerin
- Govindu, Joji (* 1944), indischer Geistlicher, emeritierter römisch-katholischer Bischof von Nalgonda

### Govo
- Govone, Giuseppe (1825–1872), italienischer Generalmajor
- Govoni, Corrado (1884–1965), italienischer Schriftsteller des Futurismus
- Govoreanu, Dana (* 2003), rumänische Hürdenläuferin
- Govou, Sidney (* 1979), französischer FußballspielerSidney Govou (* 1979)

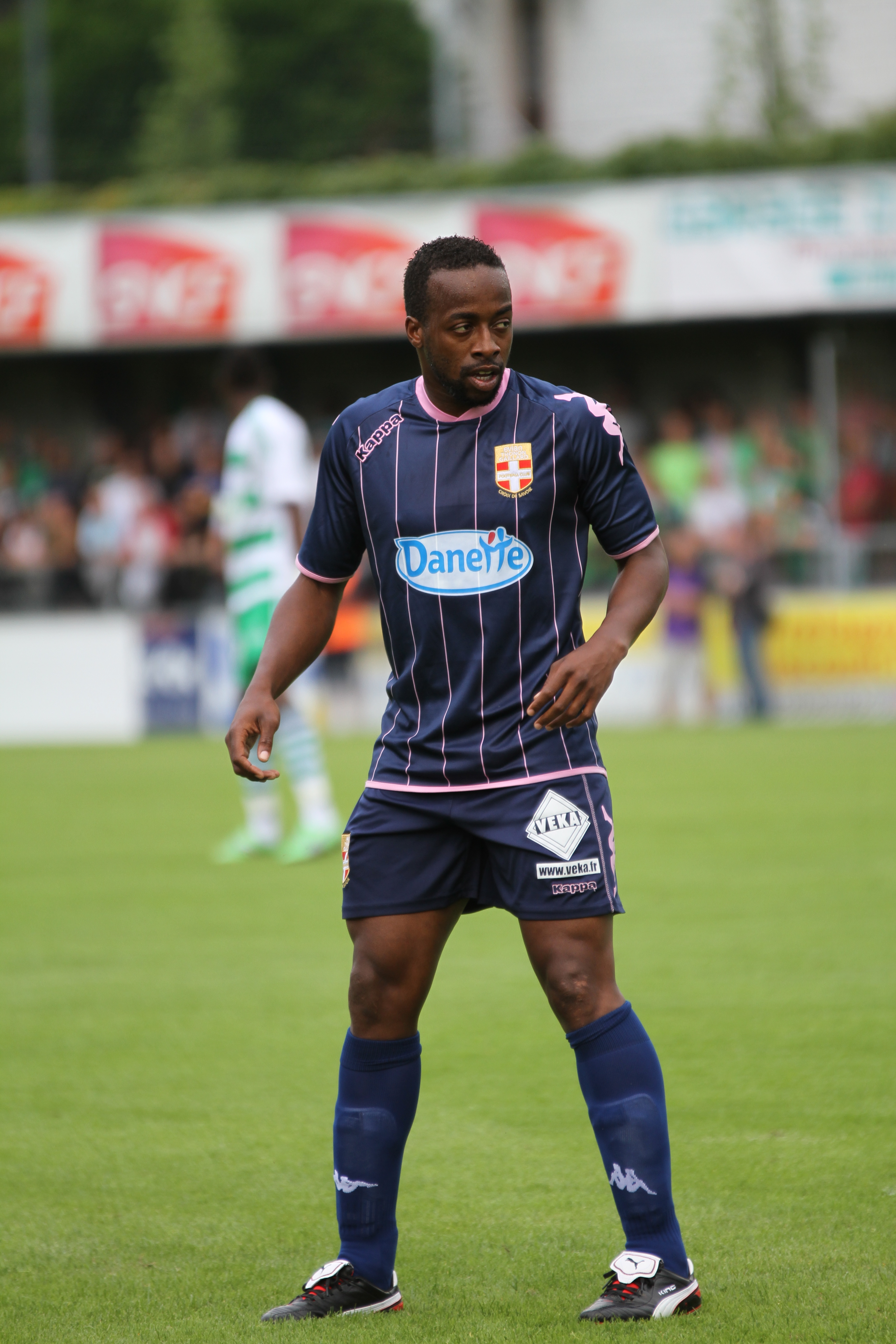
Sidney Govou (* 1979)

### Govr
- Govrik, Gregor (1840–1931), armenisch-katholischer Ordensgeistlicher, Generalabt der Mechitaristen von Wien
- Govrin, Jule (* 1984), deutsche Philosophin und politische Autorin
- Govruud Huuchinhuu (1954–2016), mongolische Dissidentin und Autorin in der Volksrepublik China